# جويل دياز جونيور
جويل دياز جونيور (بالإنجليزية: Joel Díaz, Jr)‏ مواليد 25 مارس 1992 في كاليفورنيا، الولايات المتحدة، هو ملاكم محترف أمريكي يصنف ضمن فئة الوزن الخفيف.

## إحصائيات
خاض خلال مسيرته 21 نزالا، فاز في 21 ولم يخسر. فاز بالضربة القاضية في 17 نزالا.

## روابط خارجية
- جويل دياز جونيور على موقع بوكس ريك (الإنجليزية) (registration required)